# Rio São Domingos (Minas Gerais)
O rio São Domingos é um curso de água do estado de Minas Gerais, Brasil, que desagua no rio Paranaíba.